# アンスバッハ
アンスバッハ（ドイツ語: Ansbach, ドイツ語発音: [ˈansbax]）は、バイエルン州ミッテルフランケンに属する郡独立市。ミッテルフランケン行政管区の本部所在地であり、アンスバッハ郡の郡庁所在地でもある。18世紀までは、オーノルツバッハ(Onolzbach)と呼ばれた。

## 地理

### 位置
この都市は、ニュルンベルクの南西約40km、マイン川水系に属すフレンキシェ・レーツァト川沿いに位置する。面積では、バイエルン州で5番目に広い都市である。地域的にはシュヴァーベン地方北部に属している。
また、住民の大部分はアレマン語の一方言であるシュヴァーベン語を言語とするアレマン人が多い（アレマン諸語の最北端に属する）。さらに、上部フランケン語の一方言である南フランケン語を言語とするフランケン人も存在する。前者がカトリックで、後者はプロテスタントである。

### 市域の広がり
アンスバッハ市には、以下の地区が含まれる。
| - アンスバッハ - ベルンハルツヴィンデン - ブローツヴィンデン - クラフハイム - ダウテンヴィンデン - デースマンスドルフ - ドムバッハ・イン・ロッホ - ドルンベルク - エグロフスヴィンデン - エルパースドルフ - アイプ - ゲッセルドルフ - ヘンネンバッハ - ヘーフェン - ヘーフシュテッテン - ケーファーバッハ - カルテングロイト - カンマーフォルスト - カッターバッハ - クルツェンドルフ | - マインハルツヴィンデン - ミッテルバッハ - ノイドルフ - ノイゼス - オーバードルンバッハ - オーバーライヒェンバッハ - プファッフェングロイト - シャルクハウゼン - シュタイナースドルフ - シュトリュト - ウンターライヒェンバッハ - ヴァレンスドルフ - ヴァッサーツェル - ヴェンゲンシュタット - ヴィントミューレ（バイ・エルパースドルフ） - ヴィンツミューレ（バイ・プファッフェングロイト） - ヴィンターシュナイトバッハ - ヴォルファーツヴィンデン - ヴュシュテンブルック |

この他に小さな集落（ヴァイラーとアインエーデン）が含まれる。

## 歴史
748年、オーノルツバッハ川（後にアンスバッハ川と改名）とフレンキシェ・レーツァト川の間にベネディクト会の修道院が創設された。その後、数世紀の間にこの修道院は発展し、その周辺の入植地を統合して都市を形作った。アンスバッハは1221年に初めて文献で言及されている。
この都市は1331年にホーエンツォレルン家の統治下に入った。これ以後、30年間アンスバッハはツォレルン家の様々な地方行政管区の首邑として位置づけられた。
ホーエンツォレルン家がブランデンブルク選帝侯の地位に昇った時、アンスバッハはブランデンブルク領と合併されず、アンスバッハ侯領として独立した。1523年から1603年までアンスバッハ辺境伯はイェーゲルンドルフ（クルノフ）公を兼ねた。

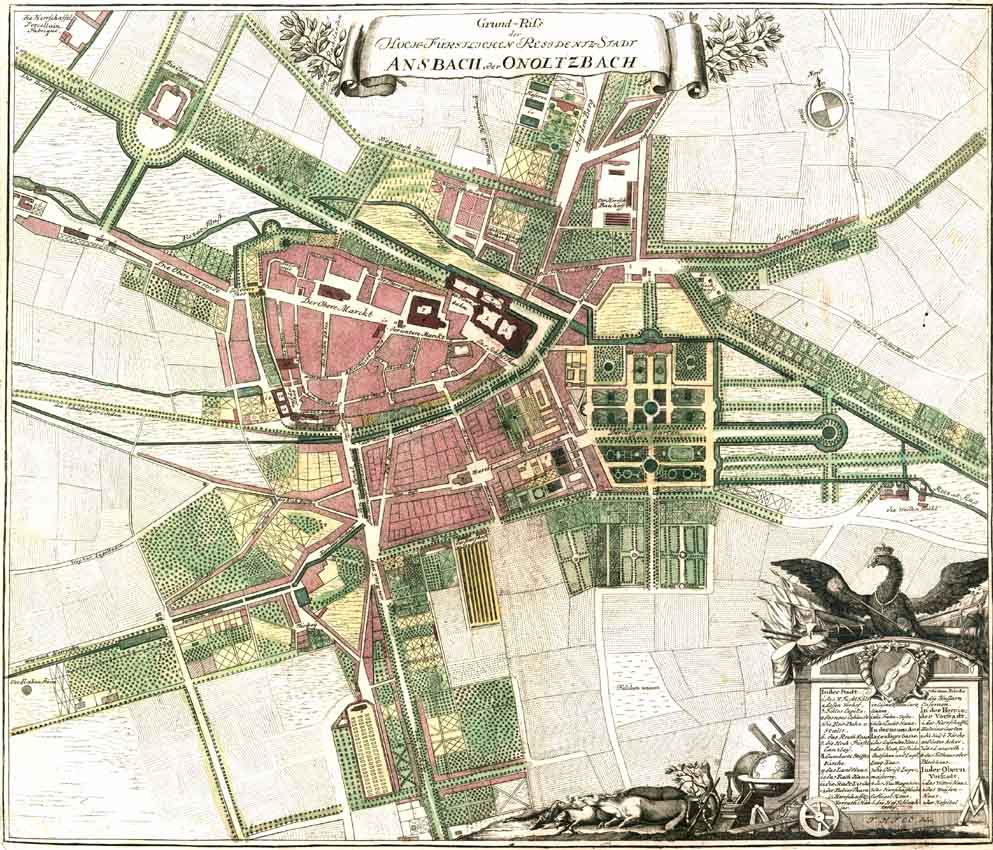
18世紀のアンスバッハ・レジデンツの図面

1791年、最後のブランデンブルク＝アンスバッハ辺境伯カール・アレクサンダーは、終身年金と引き替えにアンスバッハ侯領及びバイロイト侯領の統治権をプロイセン王国に譲渡すると、それ以後は愛人と共にイギリスで生活した。その後、両侯領はバイエルン王国領となった。アンスバッハ侯領は、まず1806年にヴィッテルスバッハ家のベルク公領と交換されたのだが、1810年にはバイロイト侯領と共にフランス軍の管理下に置かれた。
1796年にツヴァイブリュッケン公でバイエルン選帝侯位継承候補者であったマクシミリアン・ヨーゼフは、ツヴァイブリュッケンがフランス軍に占領されると、アンスバッハに亡命宮廷を置いた。プロイセンは1795年のバーゼルの和約によりフランス革命政府との戦いから手を引いており、その中立は明らかであった。このためプロイセン統治下のアンスバッハは確実な避難場所であった。この時、マクシミリアン・フォン・モンジュラは、領土を失ったマクシミリアン・ヨーゼフ公に将来成すべきバイエルンの急進的な政治再編の包括的なコンセプトを講義した。1799年に遺産を受け継ぎバイエルン選帝侯マクシミリアン4世ヨーゼフ（1806年からはバイエルン国王マクシミリアン1世ヨーゼフ）として即位した彼は、モンジュラの提出した『アンスバッハ覚書』をバイエルンの国家を近代化するためのコンセプトの土台と位置づけた。
しだいに、ふくれあがる飲み水の供給が問題となり、1900年に25km離れたゲルスバッハから水を引く市の水道が設けられた。この水道は、1966年にシュラウアースバッハから引かれた2本目の水道とともに、現在でも市民の飲料水の98%を供給している。
第二次世界大戦後はアメリカ軍の管理地域となり、現在市域に含まれているシュトリュトにあった旧結核療養所を利用して、"Displaced Persons" と呼ばれた故郷を逐われた人々のための収容施設が設けられた。
アンスバッハは、ガリレオ・ガリレイと同時期（1610年）に木星の衛星を発見した天文学者ジーモン・マリウスゆかりの地でもある。また、1831年から1833年には、謎の人物カスパー・ハウザーがアンスバッハに滞在し、宮廷庭園で殺害されている。

### アンスバッハのファイアンス焼き
1709年に辺境伯ヴィルヘルム・フリードリヒが発した特権により1710年から磁器生産が始まった。当初は（1725年頃まで）は、ルーアン焼き風の青と白のデザインであったが、その後緑や黄色が使えるようになり色彩が広がった。J.G.Ch.ポップにより、中国磁器の青磁のコピーが作られ、アンスバッハを有名にした。こうした青磁や、レリーフを施しサクラの花や鳥を細密に描いた作品群は特に高価な者として珍重された。この磁器生産は、1806/07年から1839年の間、中断していたが再開された。

### 市町村合併
以下の旧町村がアンスバッハ市に合併統合された。
- 1970年10月1日: アイプ
- 1972年7月1日: ヴィンターシュナイトバッハ、ベルンハルツヴィンデン、ブローツヴィンデン（ヴァレンスドルフを含む）、クラフハイム、エルパースドルフ・バイ・アンスバッハ、ヘンネンバッハ、ノイゼス・バイ・アンスバッハ、シャルクハウゼン

## 行政

### 市議会
2020年4月14日の選挙結果に基づく議席配分は以下の通り。
- CSU: 11 議席
- SPD: 5 議席
- BAP: 5 議席
- GRÜNE: 5 議席
- ödp: 3 議席
- AfD: 3 議席
- FW: 3 議席
- Offene Linke Liste: 3 議席
- Die Ansbacher: 2 議席

### 上級市長
第二次世界大戦後の歴代上級市長は以下の通り。
- 1945-1950 エルンスト・ケルナー (SPD)
- 1950-1952 フリードリヒ・ベーナー
- 1952-1957 カール・ブルクハルト
- 1957-1971 ルートヴィヒ・シェーネッカー
- 1971-1990 エルンスト＝ギュンター・ツーマハ (CSU)
- 1990-2008 ラルフ・フェルバー (SPD)
- 2008-2020 カルダ・ザイデル （無所属）
- 2020- トーマス・デフナー (CSU)

### 友好都市
- ベイシティ （USA、ミシガン州）1960年
- アングレット （フランス、ピレネー＝アトランティック県）1968年
- 晋江市 （中華人民共和国、福建省） 2004年
- フェルモ （イタリア、マルケ州） 2006年

### 協力都市
アンスバッハは、1954年6月21日にチェコのクルノフ（ドイツ名: イェーゲルンドルフ）の協力都市となった。協力関係は、ブランデンブルク＝アンスバッハ辺境伯がイェーゲルンドルフ公を兼ねた時代の歴史的背景に基づき、バイエルン州の努力によって成立したもので、クルノフに対して経済的、文化的、社会的協力を行う。アンスバッハにイェーゲルンドルフ郷土文書館を設立したエルンスト・コーバーは1963年11月30日に亡くなり、市立墓地に埋葬された。彼は、この協力関係の父であった。彼は、1953年にアンスバッハの市議会に放逐者同盟を組織し、当時の上級市長（後に郡市連合の総裁になる）ブルクハルトに協力関係への筋道を作らせたのであった。
マルティン・ルター広場に面した旧市役所の裏手の建物にあるイェーゲルンドルフ郷土展示室には、イェーゲルンドルフ公時代からの6つの展示コーナーがある。「イェーゲルンドルフ郷土文書館」は、カールス広場の文化センター（市立文書館）内にある。

### 宗教
アンスバッハには、ドイツ福音主義教会(EKD)に属しているバイエルン福音ルター派教会やカトリック教会の他にいくつかの自由教会が存在する。セブンスデー・アドベンチスト教会、メソジスト教会やバプテスト教会などである。近年では末日聖徒イエス・キリスト教会まで組織されている。この他にも多くの自由教会や宗教組織・団体がアンスバッハには存在している。

## 文化と見所

### 博物館
- 辺境伯博物館

### 建築
- ブランデンブルク＝アンスバッハ辺境伯のレジデンツ（居館）
  - レジデンツは、中世の館を拡張したものである。1400年頃、交差ヴォールト構造を持つゴシック・ホールが造られた。現在ここには、アンスバッハのかつての工房で製作されたファイアンス焼きやその他の陶磁器の膨大なコレクションが展示されている。1705年から1730年の増改築により、現在の状態となった。内装は、1734年から1745年に、建築家レオポルド・レッティによって整えられた。保存状態は、最後のブランデンブルク＝アンスバッハ辺境伯の辞任により、プロイセンに明け渡された時のままである。この城館には、それ以後領主が住むことはなく、居住者による近代化の要請に応えることがなかったためである。見所は、祝祭ホールのカルロ・カルローネによるフレスコ、ロココの絵画ギャラリー、旧辺境伯ギャラリーの絵画、鏡の間のマイセン磁器コレクションなどである。

- オランジュリーと宮廷庭園

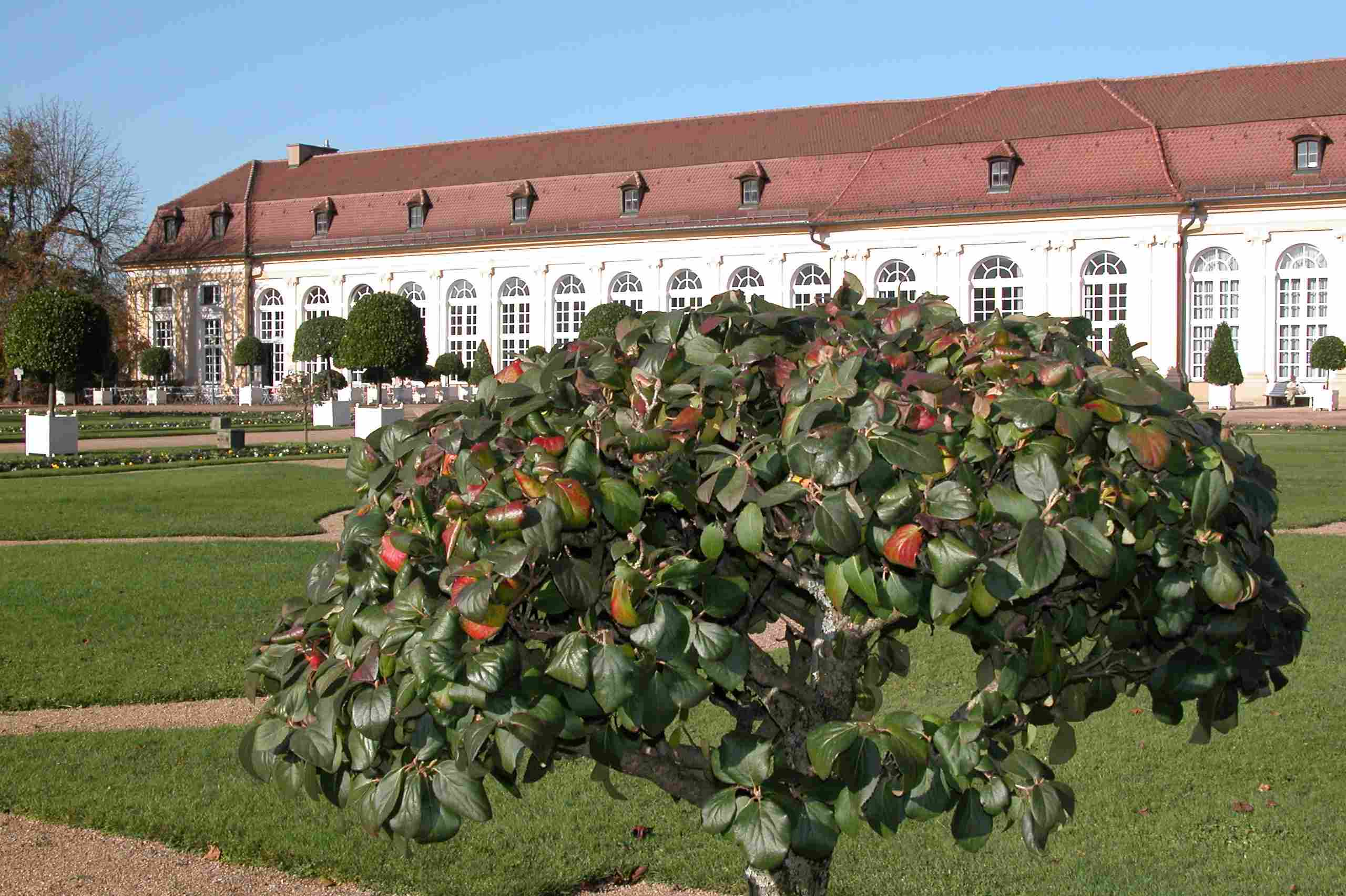
オランジュリーと庭園

  - 16世紀初めのレオンハルト・フックスの本草誌に初めてその記述が見える。1723年から1730年にバロック庭園として拡張が成された。第二次世界大戦により手ひどく破壊されたが、17世紀から18世紀頃の様式により再生された。薬用植物の植わった薬草園や、鉢植えの植物を越年させるための温室がある。
- ルートヴィヒス教会、1834年から1840年にレオンハルト・シュミットナーによって建設された古典主義様式の建築

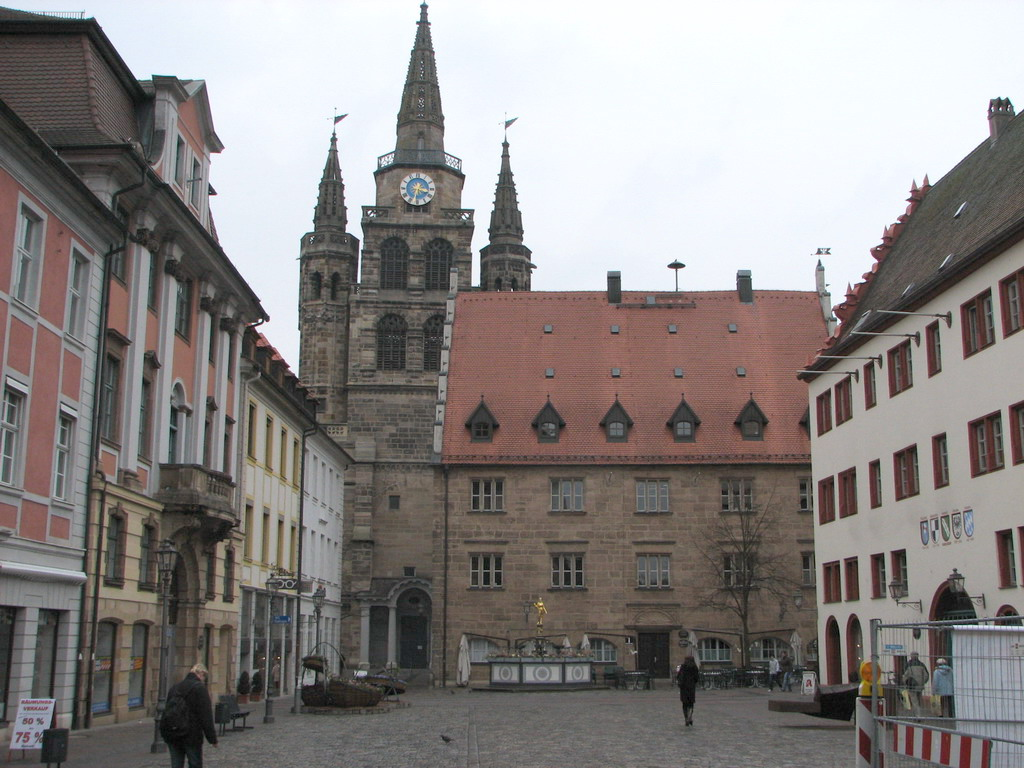
聖グンベルトゥス教会

- 聖グンベルトゥス教会と聖ヨハンニス教会、どちらも15世紀の建築である。
- ギムナジウム・カロリヌム

- ヘリーデナー門塔
- レオポルド・レッティの建築群
- シナゴーグ

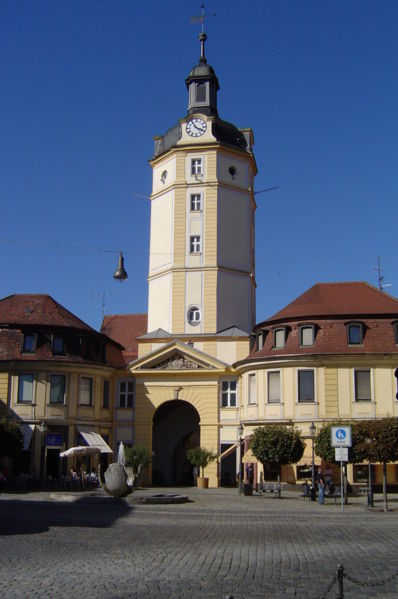
ヘリーデナー門塔

- ヨハン・フォン・ハルビッヒ作のプラーテン伯アウグスト記念碑
- カスパー・ハウザー記念碑
- 宮廷庭園のヨハン・ペーター・ウッツ・記念碑
- 通信塔（高さ137.5m、一般公開はしていない）
- ビスマルク塔
- アンスバッハ＝クラフハイムにあるトーチカ施設を有するヴァルンアムトIX跡、一般公開はしていない

### 自然
- ヒュールベル地区にあるクロイツァイヒェと呼ばれるフユナラの木

### スポーツ
アンスバッハは、1960年と1962年にフィールドハンドボール・マスター戦で優勝したTSV1860アンスバッハでドイツ中に知られている。
アンスバッハのスポーツクラブには以下のものがある。
- HG Ansbach （TSV 1860 と TSV Fichteが母体となって結成されたハンドボール・クラブ）
- TSV 1860 Ansbach （スポーツ全般）
- TSV Fichte Ansbach （スポーツ全般）
- TSV Elpersdorf （サッカー、テニスなど）
- SV Schalkhausen
- SpVgg Ansbach 09|SpVgg Ansbach （サッカー、テニスなど）
- ESV Ansbach-Eyb u.a. （サッカー、ローラーホッケー、テニスなど）
- Ansbach Grizzlies （アメリカン・フットボール）
- Judo-Team Ansbach e.V. （柔道）
- Karate Dojo Ansbach （空手）
- RFV Alte Ulanen （乗馬・馬術）
- Schützenverein Germania 1882 Ansbach （射撃）
- Motorsportclub Ansbach u.Umg. e.V. （モータースポーツ）
- Kunstverein Ansbach （美術）
- BRK - Wasserwacht Ortsgruppe Ansbach （ライフセービング）

### 年中行事
- アンスバッハ・バッハ週間
- アンスバッハ旧市街祭（昇天祭または聖体節の頃）
- ロココ祝祭演劇
- カスパー＝ハウザー祝祭演劇
- アンスバッハ国際ギターコンサート（5月 - 10月）
- LesArt（アンスバッハと他の3つの市の持ち回りで行われる。著名作家の講演会など）

## 経済と社会資本
アンスバッハは、行政管区庁所在地であり、広域行政官庁や裁判所（行政裁判所やバイエルン法廷管理局の判事会を含む）など、公的な機関で働いている人の割合が高い街である。

### 交通
- アウトバーン
  - 連邦アウトバーンA6号線
- 連邦道
  - B13号線 ヴュルツブルク - アンスバッハ - ミュンヘン
  - B14号線 シュトゥットガルト - アンスバッハ - ニュルンベルク
- 鉄道路線
  - ニュルンベルク - クライルスハイム - （シュトゥットガルト）
  - （ミュンヘン） - トロイヒトリンゲン - ヴュルツブルク
- 空港
  - アンスバッハ＝ペータースドルフ空港

### 地元企業
この街は、プラスチック加工業（Oechsler AGなど）と自動車部品の下請け業（Boschなど）で知られている。PIGROL Farben GmbHは、2002年にKULBA BAUCHEMIEを獲得した、有名な木材あるいは建築塗装・被覆材の製造業者である。アイプ地区には、水量計や温度計メーカーとして有名なHYDROMETER GmbHの本社が置かれている。アンスバッハには多くの小売業者がある。その代表格が、旧市街にある"PRO City"である。また、旧市街の北西に1997年ショッピングセンターのブリュッケン・センターがオープンした。

### 公的機関
- ミッテルフランケン行政管区庁
- ミッテルフランケン郡市連合本部
- アンスバッハ医療研修センター
- ルター派教会地方本部
- アンスバッハ区裁判所
- アンスバッハ地方裁判所
- バイエルン行政裁判所
- バイエルン財政専門学校
- 刑務所
- カールス広場の文化センター（カールスホール、市立文書館、アンクレットホール）
- アンスバッハ市消防局

### 教育
- アンスバッハ大学 （Fachhochschule Ansbach）
- テレジエン・ギムナジウム （Theresien-Gymnasium Ansbach）
- プラーテン・ギムナジウム （Platen-Gymnasium）
- ギムナジウム・カロリヌム （Gymnasium Carolinum）

### メディア
- Fränkische Landeszeitung （地方新聞）
- Radio 8 （ラジオ局）

## 人物

### 出身者
- アルブレヒト・フォン・ブランデンブルク＝プロイセン (1490-1568) 初代プロイセン公
- アルブレヒト・アルキビアデス (1522-1557) ブランデンブルク＝クルムバッハ辺境伯
- ゲオルク・ジーモン・ヴィンター・フォン・アドラースフリューゲル (1629-1701) 騎馬名人、馬医者、作家
- ゲオルク・シュタール (1660-1734) 化学者
- カロリーネ・フォン・アンスバッハ (1683-1737) イギリス国王ジョージ2世の王妃
- ルートヴィヒ・エルンスト・フォン・ベンケンドルフ (1711-1801) ザクセンの騎兵隊将軍
- ヨハン・ペーター・ウッツ (1720-1796) 詩人
- マルクス・エリエゼル・ブロッホ (1723-1799) 魚類学者
- ゲオルク・クリスティアン・エーダー (1728-1791) 植物学者
- ヨハン・フリードリヒ・フォン・クロネック (1731-1758) 詩人
- フリードリヒ・ユリウス・ハインリヒ・フォン・ゾーデン (1754-1831) 作家、戯曲作家、出版者
- カール・ジークムント・フランツ・フォン・アルテンシュタイン (1770-1840) プロイセンの政治家
- カール・フェルディナント・フリードリヒ・フォン・ナクラー (1770-1846) プロイセンの将軍で郵政大臣、北ドイツの郵便網を整備した
- クリスティアン・ヴルム (1771-1835) 1806年から1818年までニュルンベルク市の警部を務めた
- アウグスト・フォン・プラーテン (1796-1835) 詩人
- エルンスト・フォン・バンデル (1800-1876) 画家、彫刻家
- エルンスト・ルートヴィヒ・ロッホホルツ (1809-1892) ドイツ語学者、伝説研究家
- フリードリヒ・ギュル (1812-1879) 詩人
- グスタフ・リッター・フォン・メイヤー (1834-1909) 法律顧問官、バイロイトの名誉市民
- クラフト・フォン・クライルスハイム (1841-1926) バイエルンの政治家
- フリッツ・ホンメル (1854-1936) オリエント学者
- テオドール・エシェリヒ (1857-1911) 小児科医、細菌学者
- ヴィルヘルム・アダム (1877-1949) プロイセン参謀総長
- フェルディナント・ヘルプスト (1890-1950) 福音派神学者
- ヘルマン・フェーゲライン (1906-1945) SS旅団長
- ヴァルター・ブラントミュラー (1929- ) 神学者、教会史家
- ペーター・モースライトナー (1933- ) 一般向け科学雑誌 P.M.マガジンの創刊・編集者
- ヘルベルト・ヘヒテル (1937- ) 作曲家
- ゲオルク・フォルカート (1945- ) サッカー選手
- レナーテ・アッカーマン (1952- ) 政治家

### その他のゆかりの人物
- アルブレヒト・フォン・アイプ (1420-1475) 人文主義者、著述家（1420-1475 ゾンマースドルフ城で生まれ育った）
- ヨハン・ルーラー (1480頃-1542) 神学者、宗教改革家
- アンドレアス・アルトハーマー (1500頃-1539) 人文主義者、宗教改革家
- ジーモン・マリウス (1573-1624) 天文学者
- ベルンハルト・ヨアヒム・ハーゲン (1720?-1787) リュート奏者、作曲家
- パウル・ヨアヒム・アンゼルム・フォン・フォイエルバッハ (1775-1833) 刑法学者、ルートヴィヒ・フォイエルバッハの父、カスパー・ハウザーの後見人
- ルートヴィヒ・アンドレアス・フォイエルバッハ (1804-1872) 哲学者
- カスパー・ハウザー (1812?-1833) 素性の不明な捨て子
- ハンス・ケスラー (1853-1926) 作曲家、音楽教師
- ハンス・マウラー (1933- ) 政治家 (CSU)、国務大臣
- コンラート・ポルツナー (1935- ) 政治家 (SPD)、BND総裁
- カール＝ディーター・シュプランガー (1939- ) 政治家 (CSU)、連邦政府の大臣
- イェルク・ヤクシェ (1976- ) ラートのプロ選手

## 引用
1. ↑  https://www.statistikdaten.bayern.de/genesis/online?operation=result&code=12411-003r&leerzeilen=false&language=de Genesis-Online-Datenbank des Bayerischen Landesamtes für Statistik Tabelle 12411-003r Fortschreibung des Bevölkerungsstandes: Gemeinden, Stichtag (Einwohnerzahlen auf Grundlage des Zensus 2011)
2. ↑  Max Mangold, ed (2005). Duden, Aussprachewörterbuch (6 ed.). Dudenverl. p. 159. ISBN 978-3-411-04066-7
3. ↑  “Stadtratswahl 2020 - Ergebnisse - Stadt Ansbach”. 2020年7月3日閲覧。
4. ↑   Patenschaft Ansbach-Jägerndorf